# Clima da cidade de São Paulo
O clima da cidade de São Paulo é considerado subtropical úmido (Cfa/Cwa de acordo com a classificação climática de Köppen-Geiger), com as quatro estações do ano relativamente definidas. A temperatura média anual é de 20 °C. O verão é morno, com precipitação, e o inverno é fresco, com pouca precipitação. Ao longo do ano, normalmente, a temperatura mínima nos meses mais frios é de 13 °C e a temperatura máxima nos meses mais quentes é de 29 °C e raramente são inferiores a 8 °C ou superiores a 32 °C.
Em São Paulo, as temperaturas são aumentadas principalmente pelo efeito das ilhas de calor, que são ocasionadas pela poluição atmosférica, poucas áreas verdes e a alta concentração de edifícios.
A estação meteorológica mais antiga em atividade no município de São Paulo está localizada na antiga sede do Instituto de Astronomia, Geofísica e Ciências Atmosféricas da Universidade de São Paulo (IAG/USP), no bairro da Água Funda, zona sul da cidade, e opera desde 1933. No entanto, as medições oficiais da cidade são realizadas na estação meteorológica do Mirante de Santana, na zona norte, administrada pelo Instituto Nacional de Meteorologia (INMET) e em operação desde 1945, doze anos depois da estação do IAG/USP. Em março de 2018, o INMET instalou uma estação automática em parceria com SESC-Interlagos, na zona sul, que entrou em operação no dia 14 e foi oficialmente inaugurada no dia 23, em alusão às comemorações do Dia Meteorológico Mundial.

## Temperatura

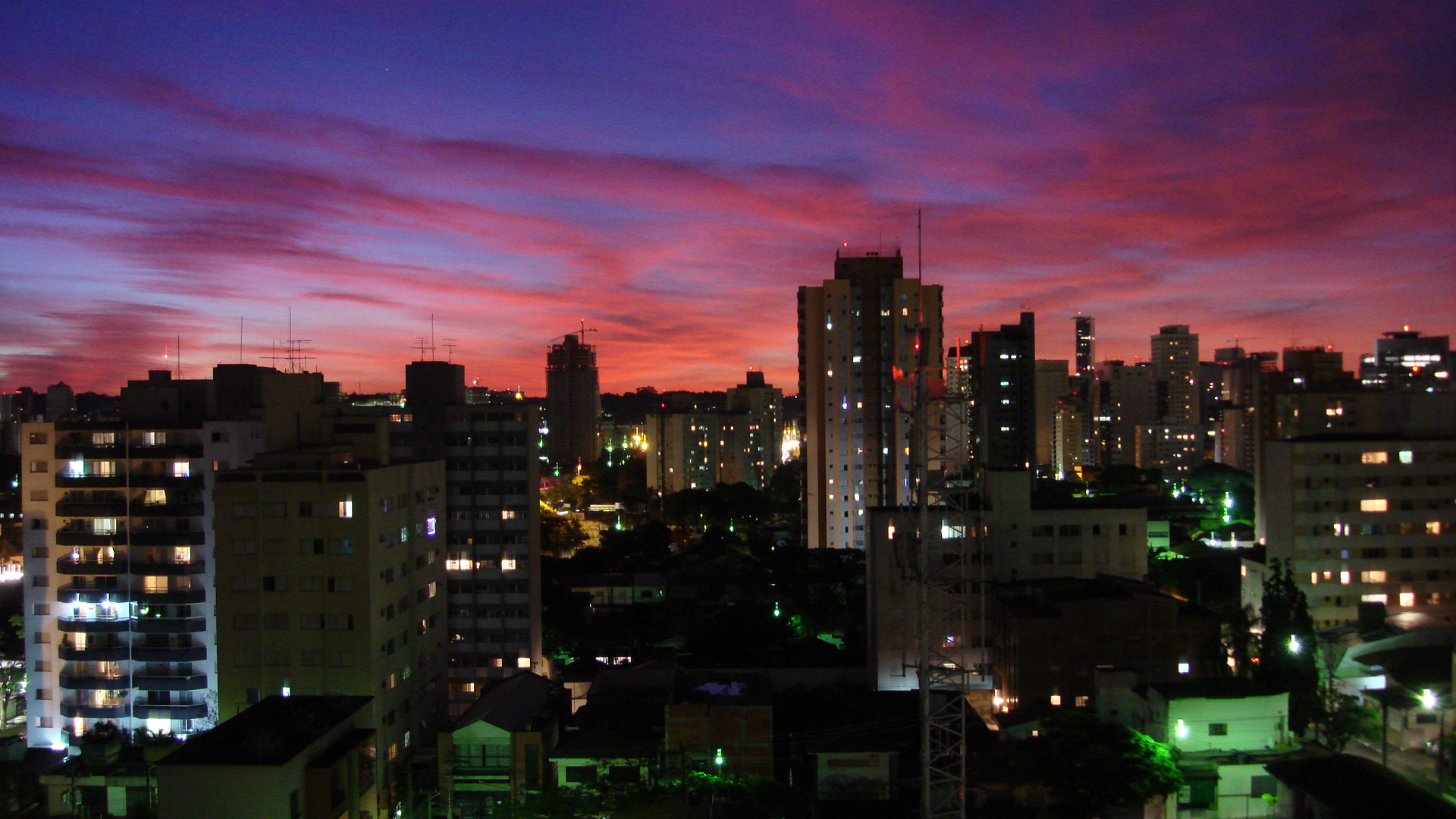
Crepúsculo em São Paulo em um fim de tarde de outono

A partir da normal climatológica de 1981-2010, do Instituto Nacional de Meteorologia (INMET), São Paulo pode ser considerada a terceira ou quarta capital mais fria do Brasil, dependendo da referência utilizada para a classificação. Tomando-se como referência a temperatura média anual, a cidade recebe o título de terceira mais fria (deixando a segunda posição, que antes ocupava, para Porto Alegre). Tomando-se como referência a temperatura média do mês mais frio, a cidade recebe o título de quarta mais fria (deixando a terceira posição, que antes ocupava, para Florianópolis).
Por ser cortada pelo trópico de capricórnio, que marca o limite entre as zonas tropical e temperada do hemisfério sul, a capital paulista recebe a influência de sistemas meteorológicos de ambas zonas climáticas (por isso a denominação subtropical); o que favorece dias com tempo bastante variável na cidade (em especial no outono e inverno). Devido à proximidade do oceano, a maritimidade é uma constante no clima local, sendo responsável por evitar extremos de calor e frio. Durante o inverno, são comuns dias frios, por conta da passagem de massas de ar polar, intercalados por dias de grande amplitude térmica ou quentes, causados pelo avanço da massa de ar seco que instala-se sobre o interior do Brasil nessa época do ano. Durante o verão, a altitude associada às chuvas típicas da época contribuem para a não elevação em demasia das temperaturas, tanto mínimas quanto máximas. Outono e primavera são estações de transição.

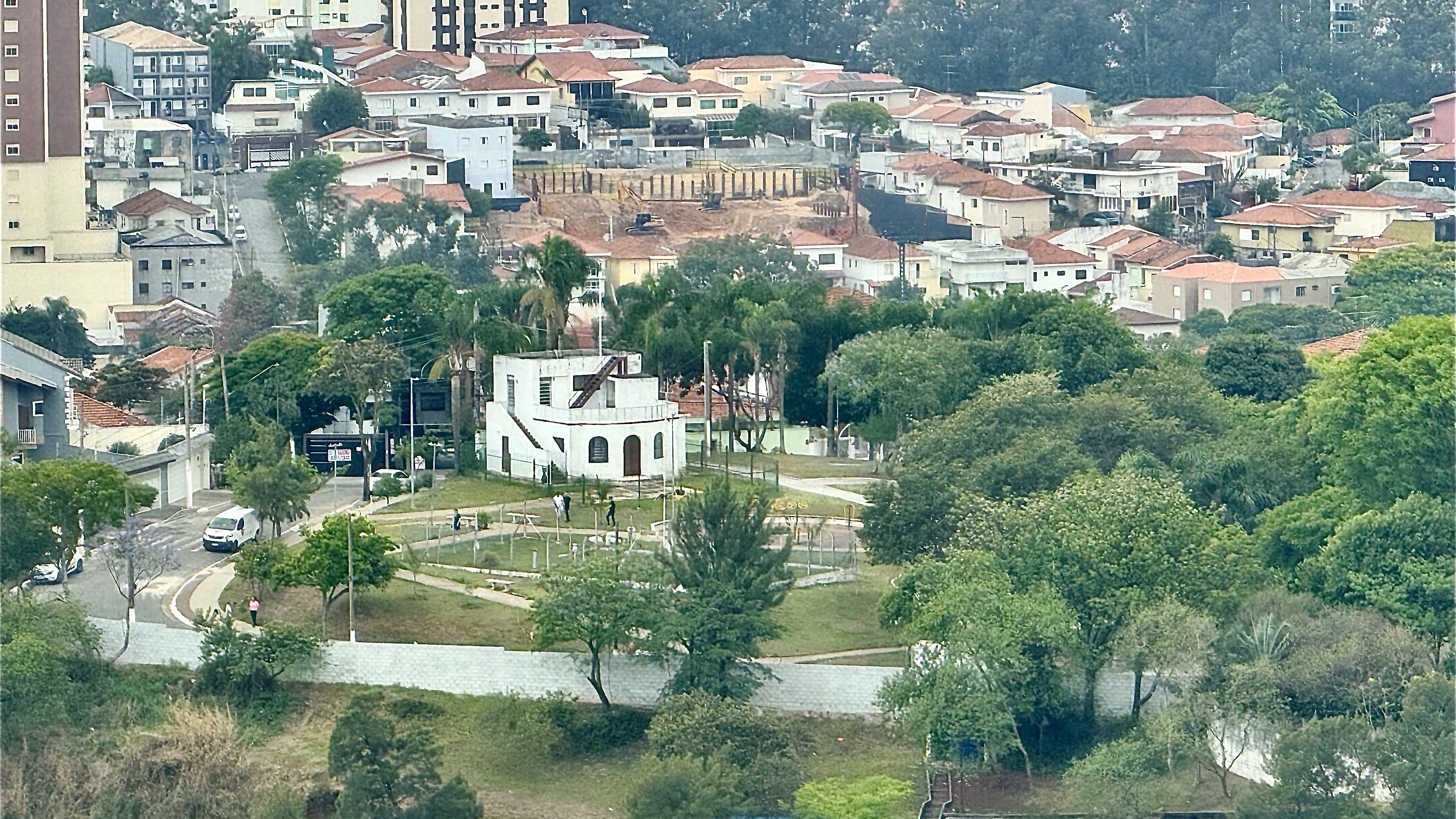
Mirante de Santana no Jardim São Paulo, Zona Norte

As geadas, que eram comuns até o fim da década de 1970, atualmente ocorrem de forma esporádica e em regiões mais afastadas do centro da cidade; podendo, em invernos rigorosos, ocorrer em boa parte do município. Em alguns anos, a massa de ar seco torna-se mais intensa que o normal, ocasionando fortes ondas de calor durante o final do inverno e/ou início da primavera. Em contrapartida, em alguns anos, massas de ar polar mais intensas que o normal causam fortes ondas de frio – como em 24 de julho de 2013, quando a máxima sequer ultrapassou os 8,5 °C.
Um estudo realizado pela Secretaria Municipal do Meio Ambiente, com o apoio do Instituto Oceanográfico da Universidade de São Paulo (USP), indica que, por conta das ilhas de calor (formadas devido à intensa urbanização), a diferença de temperatura entre o centro da cidade e áreas mais afastadas dele pode chegar a até 10 °C. Por isso, o governo do estado e a prefeitura iniciaram um projeto, com o intuito de plantar árvores na cidade, a fim de aumentar suas áreas verdes e diminuir os efeitos das ilhas de calor.
Segundo dados do Instituto Nacional de Meteorologia (INMET), desde 1945, a menor temperatura já registrada em São Paulo foi de −2,1 °C em 2 de agosto de 1955 (embora tenham sido registrados −3,2 °C em 25 de junho de 1918 pelo Observatório de São Paulo, que funcionou entre 1916 e 1930); a maior temperatura já registrada atingiu a marca de 37,8 °C em 17 de outubro de 2014. Esse recorde quase foi ultrapassado nos dias 13 e 14 de novembro de 2023, quando foi registrada a segunda maior temperatura, de 37,7 °C, durante uma onda de calor intensa.
| Dados climatológicos para São Paulo (Mirante de Santana)                                                                    | Dados climatológicos para São Paulo (Mirante de Santana) | Dados climatológicos para São Paulo (Mirante de Santana) | Dados climatológicos para São Paulo (Mirante de Santana) | Dados climatológicos para São Paulo (Mirante de Santana) | Dados climatológicos para São Paulo (Mirante de Santana) | Dados climatológicos para São Paulo (Mirante de Santana) | Dados climatológicos para São Paulo (Mirante de Santana) | Dados climatológicos para São Paulo (Mirante de Santana) | Dados climatológicos para São Paulo (Mirante de Santana) | Dados climatológicos para São Paulo (Mirante de Santana) | Dados climatológicos para São Paulo (Mirante de Santana) | Dados climatológicos para São Paulo (Mirante de Santana) | Dados climatológicos para São Paulo (Mirante de Santana) |
| Mês | Jan                                                      | Fev                                                      | Mar                                                      | Abr                                                      | Mai                                                      | Jun                                                      | Jul                                                      | Ago                                                      | Set                                                      | Out                                                      | Nov                                                      | Dez                                                      | Ano                                                      |
| --- | -------------------------------------------------------- | -------------------------------------------------------- | -------------------------------------------------------- | -------------------------------------------------------- | -------------------------------------------------------- | -------------------------------------------------------- | -------------------------------------------------------- | -------------------------------------------------------- | -------------------------------------------------------- | -------------------------------------------------------- | -------------------------------------------------------- | -------------------------------------------------------- | -------------------------------------------------------- |
| Temperatura máxima recorde (°C)                                                                                             | 37                                                       | 36,4                                                     | 34,8                                                     | 33,4                                                     | 32,8                                                     | 28,8                                                     | 30,2                                                     | 33                                                       | 37,1                                                     | 37,8                                                     | 37,7                                                     | 34,8                                                     | 37,8                                                     |
| Temperatura máxima média (°C)                                                                                               | 28,6                                                     | 29                                                       | 28                                                       | 26,6                                                     | 23,4                                                     | 22,9                                                     | 22,9                                                     | 24,5                                                     | 25,2                                                     | 26,5                                                     | 26,9                                                     | 28,3                                                     | 26,1                                                     |
| Temperatura média compensada (°C)                                                                                           | 23,1                                                     | 23,5                                                     | 22,5                                                     | 21,2                                                     | 18,4                                                     | 17,5                                                     | 17,2                                                     | 18,1                                                     | 19,1                                                     | 20,5                                                     | 21,2                                                     | 22,6                                                     | 20,4                                                     |
| Temperatura mínima média (°C)                                                                                               | 19,4                                                     | 19,6                                                     | 18,9                                                     | 17,5                                                     | 14,7                                                     | 13,5                                                     | 12,8                                                     | 13,3                                                     | 14,9                                                     | 16,5                                                     | 17,3                                                     | 18,7                                                     | 16,4                                                     |
| Temperatura mínima recorde (°C)                                                                                             | 10,2                                                     | 11,1                                                     | 11                                                       | 6                                                        | 3,7                                                      | 1                                                        | 0,4                                                      | −2,1                                                     | 2,2                                                      | 4,3                                                      | 7                                                        | 9,4                                                      | −2,1                                                     |
| Precipitação (mm) | 292,1                                                    | 257,7                                                    | 229,1                                                    | 87                                                       | 66,3                                                     | 59,7                                                     | 48,4                                                     | 32,3                                                     | 83,3                                                     | 127,2                                                    | 143,9                                                    | 231,3                                                    | 1 658,3                                                  |
| Dias com precipitação (≥ 1 mm)                                                                                              | 17                                                       | 14                                                       | 13                                                       | 6                                                        | 6                                                        | 5                                                        | 4                                                        | 4                                                        | 7                                                        | 10                                                       | 11                                                       | 13                                                       | 110                                                      |
| Umidade relativa compensada (%)                                                                                             | 76,9                                                     | 75                                                       | 76,6                                                     | 74,6                                                     | 75                                                       | 73,5                                                     | 70,8                                                     | 68,2                                                     | 71,3                                                     | 73,7                                                     | 73,7                                                     | 73,9                                                     | 73,6                                                     |
| Insolação (h) | 139,1                                                    | 153,5                                                    | 161,6                                                    | 169,3                                                    | 167,6                                                    | 160                                                      | 169                                                      | 173,1                                                    | 144,5                                                    | 157,9                                                    | 151,8                                                    | 145,1                                                    | 1 893,5                                                  |
| Fonte: INMET (normal climatológica de 1991-2020; horas de sol: normal de 1981-2010; recordes de temperatura: 1945-presente) |                                                          |                                                          |                                                          |                                                          |                                                          |                                                          |                                                          |                                                          |                                                          |                                                          |                                                          |                                                          |                                                          |

## Precipitação
| Maiores acumulados de precipitação em 24 horas registrados em São Paulo/Mirante de Santana por meses (INMET, 1945-presente) | Maiores acumulados de precipitação em 24 horas registrados em São Paulo/Mirante de Santana por meses (INMET, 1945-presente) | Maiores acumulados de precipitação em 24 horas registrados em São Paulo/Mirante de Santana por meses (INMET, 1945-presente) | Maiores acumulados de precipitação em 24 horas registrados em São Paulo/Mirante de Santana por meses (INMET, 1945-presente) | Maiores acumulados de precipitação em 24 horas registrados em São Paulo/Mirante de Santana por meses (INMET, 1945-presente) | Maiores acumulados de precipitação em 24 horas registrados em São Paulo/Mirante de Santana por meses (INMET, 1945-presente) |
| Mês | Acumulado | Data | Mês | Acumulado | Data |
| --- | --- | --- | --- | --- | --- |
| Janeiro | 144,1 mm | 25/01/2025 | Julho | 123,6 mm | 05/07/2019 |
| Fevereiro | 123 mm | 10/02/2020 | Agosto | 53,2 mm | 24/08/1953 |
| Março | 106,2 mm | 11/03/1994 | Setembro | 78,1 mm | 09/09/2009 |
| Abril | 82,1 mm | 07/04/2017 | Outubro | 86,6 mm | 10/10/2023 |
| Maio | 140,4 mm | 25/05/2005 | Novembro | 103,2 mm | 27/11/1950 |
| Junho | 89,6 mm | 27/06/2020 | Dezembro | 151,8 mm | 21/12/1988 |

A cidade é conhecida como "terra da garoa", por ser comum o registro de chuvisco (garoa) associado à maritimidade. No entanto a densa urbanização fez com que a entrada dessa umidade marítima fosse dificultada e a ocorrência desse fenômeno tem sido cada vez mais escassa. Em vez disso, foram intensificados os registros de eventos extremos a partir da década de 1940 e em especial após os anos 1990, com tempestades mais severas intercaladas por períodos maiores sem precipitação. Tempestades de granizo são mais comuns durante o verão, quando ocorrem grandes quedas em pouco tempo. A precipitação anual média no Mirante de Santana é de 1 658 milímetros (mm), concentrados principalmente no verão.
O maior acumulado de precipitação registrado no Mirante de Santana em 24 horas desde o início das medições foi de 151,8 mm, no dia 21 de dezembro de 1988. Outros grandes acumulados no mesmo período foram 140,4 mm em 25 de maio de 2005, 127,4 mm em 12 de janeiro de 1949, 123,6 mm em 5 de julho de 2019, 123 mm em 10 de fevereiro de 2020, 121,8 mm em 2 de fevereiro de 1983, 114,3 mm em 15 de dezembro de 2012, 109,5 mm em 28 de fevereiro de 2011, 106,4 mm em 16 de janeiro de 1991, 106,2 mm em 11 de março de 1994, 103,5 mm em 19 de janeiro de 1977, 103,3 mm  em 8 de fevereiro de 2007, 102,7 mm em 17 de fevereiro de 1988, 102 mm em 21 de fevereiro de 2016 e 101,6 mm em 24 de dezembro de 2019. O mês de maior precipitação foi março de 2006, com 607,9 mm registrados.

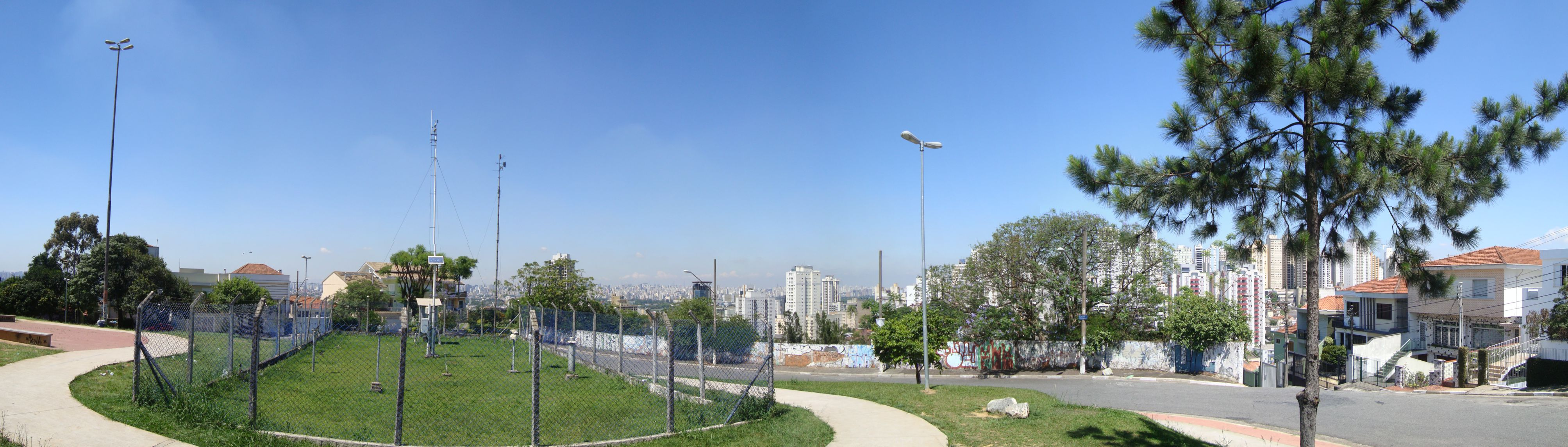
Estação meteorológica do Mirante de Santana, onde são realizadas as principais observações meteorológicas da cidade; ao fundo o bairro de Santana e parte da Zona Central de São Paulo